# 高橋康也
高橋 康也（たかはし やすなり、1932年2月9日 - 2002年6月24日）は、日本の英文学者、翻訳家。東京大学教養学部教授を経て、同大名誉教授。

## 人物
東京生まれ。1953年東京大学文学部英文科卒、1958年同大学院人文科学研究科博士課程満期退学。中央大学専任講師を経て1962年東京大学教養学部専任講師、助教授、1977年教授。英文科や比較文学の大学院でも教えた。定年後は昭和女子大学大学院教授を勤めた。
日本英文学会会長、日本シェイクスピア協会会長、国際シェイクスピア学会副会長を歴任し、1993年、大英帝国勲章CBEを受章した。
サミュエル・ベケット、ルイス・キャロル、シェイクスピアなどを研究対象とし、ノンセンスなどの、文学における言葉遊びに光を当てるとともに、キャロルの少女愛好についてもその全体像を紹介した。「メタフィクション」という用語を日本で一般化させたのは、高橋が筒井康隆などを論じた「メタフィクション覚え書き」（「新潮」1983年5月号）からとされる。また日本演劇についての論文もあり、『橋がかり』に纏められている。晩年はシェイクスピアの『ウィンザーの陽気な女房たち』、『間違いの喜劇』をそれぞれ狂言「法螺侍」、「間違いの狂言」に翻案し、英国など海外でも上演された。特に2003年に出版した「間違いの狂言」の「ややこしや、ややこしや」という台詞は、主演した野村萬斎がテレビ番組「にほんごであそぼ」で用いたことから、子供も口にする流行語となった。
家族は妻の迪（みち）、娘の河合美穂子、息子の宣也（現慶應義塾大学教授）。妻、娘、息子それぞれと共訳で出版した書籍もある。東京大学教授の河合祥一郎は女婿。シェイクスピア研究は河合に、ベケット研究は東京大学教授の田尻芳樹に受け継がれた。キリスト教の洗礼を受け洗礼名はアウグスチノ。
2003年出版のジェイムズ・ノウルソン著『ベケット伝』（白水社）の共訳が最後の仕事となる。高橋は本の完成を待たずに逝去しており、『ベケット伝』の訳者あとがきには高橋自身が生前執筆した訳者代表としてのあとがきと、共訳者らが高橋の死後に執筆した追悼文が掲載されている。墓所は多磨霊園。

## 著書

### 単著
- 『エクスタシーの系譜』（あぽろん社） 1966、筑摩叢書 1986
- 『サミュエル・ベケット』（研究社出版） 1971、白水Uブックス 2017
- 『キャロル イン ワンダーランド』（新書館） 1976
- 『道化の文学』（中公新書） 1977
- 『ノンセンス大全』（晶文社） 1977
- 『ウロボロス』（晶文社） 1980
- 『橋がかり』（岩波書店） 2003
- 『まちがいの狂言』（白水社） 2003

### 共著・編著
- 『アリス幻想』（編、すばる書房） 1976、再版1986
- 『シェイクスピア時代』（樺山紘一との対談、中公新書） 1979
- 『対談集 アリスの国の言葉たち』（新書館） 1981
- 『ヴィクトリア朝のアリスたち ルイス・キャロル写真集』（新書館） 1988
- 『諧謔の箱』（編訳[1]、筑摩書房、澁澤龍彦文学館7） 1991
- 『シェイクスピア・ハンドブック』（編、新書館） 1994
- 『世界文学101物語』（編、新書館） 1996
- 『逸脱の系譜』（編、研究社出版） 1999

## 翻訳
- 『マロウンは死ぬ』（ベケット、白水社） 1969
- 『ワット』（ベケット、白水社） 1971
- 『詩評論小品』（ベケット、白水社） 1972
  - 改題新版『ジョイス論 プルースト論 ベケット詩・評論集』 1996
- 『アリスの絵本』（ルイス･キャロル、牧神社） 1973
- 『ノンセンスの絵本』全3巻（エドワード・リア、河出書房新社） 1976
- 『殻を破る 演劇的探究の40年』（ピーター・ブルック、晶文社） 1993
- 『寺院の殺人』（T・S・エリオット、<リキエスタ>の会） 2001

### 共訳
- 『ベケット戯曲全集』第1・2巻（ベケット、安堂信也共訳、白水社） 1967
  - 再編新版『ベスト・オブ・ベケット』全3巻 1990 - 1991、新装版2009
- 『なにもない空間』（ピーター・ブルック、喜志哲雄共訳、晶文社） 1971
- 『反解釈』（スーザン・ソンタグ、竹内書店） 1971、ちくま学芸文庫 1996

由良君美, 河村錠一郎, 出淵博, 海老根宏, 喜志哲雄共訳
- 『サミュエル・ベケット短編集』（ベケット、片山昇, 安堂信也共訳、白水社） 1972
- 『ルイス・キャロル詩集』（キャロル、沢崎順之助共訳、筑摩書房） 1977
  - 改題『ルイス・キャロル詩集 原典対照 不思議の国の言葉たち』（ちくま文庫） 1989
- 『少女への手紙』（ルイス・キャロル、高橋迪共訳、新書館） 1979、平凡社ライブラリー 2014
- 『メタシアター』（ライオネル・エイベル、大橋洋一共訳、朝日出版社、エピステーメー叢書） 1980
- 『リップ・ヴァン・ウィンクル』（ワシントン・アーヴィング、高橋迪共訳、新書館） 1981
- 『新ナポレオン奇譚』（G・K・チェスタトン、成田久美子共訳、春秋社） 1984、ちくま文庫 2010
- 『ワルキューレ』（ワーグナー、高橋迪共訳、新書館） 1984、新版 1997
- 『ジークフリート』（ワーグナー、高橋迪共訳、新書館） 1984
- 『神々の黄昏』（ワーグナー、高橋迪共訳、新書館） 1984
- 『不思議の国のアリス』（ルイス・キャロル、高橋迪共訳、新書館） 1985、新版 2005／河出文庫 1988、改訂版 2022
- 『子供部屋のアリス』（ルイス・キャロル、高橋迪共訳、新書館） 1987、新版 2003
- 『消尽したもの』（ベケット、ジル・ドゥルーズ（作品論）、宇野邦一共訳、白水社） 1994
- 『愛の天使』（高橋迪, 河合美穂子共訳、河出書房新社） 1995
- 『不思議の国のノアの方舟 究極のピクチャーパズル』（マイク・ウィルクス、高橋迪共訳、河出書房新社） 1997
- 『また終わるために』（ベケット、宇野邦一共訳、書肆山田） 1997
- 『ラインの黄金』（ワーグナー、高橋迪, 高橋宣也共訳、新書館） 1999
- 『ベケット伝』上・下（ジェイムズ・ノウルソン、堀真理子, 井上善幸, 田尻芳樹, 森尚也, 岡室美奈子共訳、白水社） 2003